# Birgitta Törnqvist
Birgitta Törnqvist, född Nystedt 19 juni 1910 i Stockholm, död där 10 mars 1986, var en svensk textilkonstnär.
Hon skapade sina alster utan förlaga och använde sig av teknik där hon arbetade med en nål och garn i petit point-teknik. Några av hennes små impressioner som var i storlek med ett frimärke uppvisade motiv från Söder och Stockholms skärgård som var utförda att man fick känslan av att de var målade. Separat ställde hon ut på Lilla Paviljongen, Galleri Brinken och på Galleri S:t Nikolaus i Stockholm. Hennes konst består förutom sina små miniatyrarbeten av stadsbilder, landskap, stilleben och interiörer.  
Birgitta Törnqvist är begravd på Norra begravningsplatsen utanför Stockholm. Hon var gift med konstnären Wilhelm Törnqvist, dotter till Statsveternär Sven Nystedt och bror till konstnären Ragnar Nystedt.

### Tryckta
- Svenskt konstnärslexikon del V sid 501-502, Allhems Förlag, Malmö. Libris 8390296